# Château de Moisse
Le château de Moisse est situé au lieu-dit Moisse, sur la commune de Bétête, dans le département de la Creuse, région Nouvelle-Aquitaine, France.

## Historique
Le château est bâti de toutes pièces vers le milieu du XIXe siècle. 
Claude Amable de Beaufranchet s'installe en 1816 au petit château du Puy sur la commune de Tercillat. Il achète ensuite quelques fermes en vente à Moisse et s'y construit en 1843 une nouvelle résidence. Cette construction, toute simple était une copie agrandie de celle du Puy. Il l'assura à son fils Ernest en 1854.
Sous le Second Empire, Ernest de Beaufranchet consolide sa fortune, non pas grâce à sa parenté avec Napoléon III, mais plutôt par son travail de rénovation de l'agriculture, qu'il avait entrepris et poursuivi dans la région. Il acquiert à Moisse de nouvelles terres pour finalement devenir propriétaire de 1 100 ha d'un seul tenant. En 1877, trois ans après le mariage de Fernand qui disait que le château de son père lui faisait penser à une caserne ou à un monastère, il conçut le projet de l'agrandir. Il fit appel à l'architecte Jean-Bélizaire Moreau, de Moulins. Les travaux entrepris en juin 1878 durèrent jusqu'en décembre 1884. Entre-temps, Ernest meurt accidentellement le 1er juillet 1882 et Fernand acheva le projet de son père. L'architecte s'inspirant des châteaux d'agrément du début du XVIIe siècle, style Louis XIII, y ajoute les deux ailes et les tours et a laissé un bâtiment à fière allure.
La cadette des trois filles du comte Fernand, la comtesse Geneviève de Barral, hérita de cette bâtisse du XIXe siècle à la mort de son père.

## Architecture
Le logis est composé d'un bâtiment droit agrémenté de trois travées protubérantes, une à l'ouest, une centrale et une à l'est.
Lors de l'agrandissement de 1878-1884, l'architecte s'inspire des châteaux d'agrément du début du XVIIe siècle (style Louis XIII). Il y ajoute les deux ailes et les tours; cette réalisation est restée intacte depuis.
Sur le domaine du château, on observe une dizaine de dépendances (granges) bien conservées dans l'ensemble.